# Jon Elster
Jon Elster (Oslo, 22 de febrero de 1940) es un filósofo noruego que ha publicado trabajos sobre filosofía de las ciencias sociales y teoría de la elección racional. Es un miembro destacado del marxismo analítico y un crítico de la economía neoclásica y de la teoría de la elección pública, basándose para ello en consideraciones comportamentales y psicológicas. 
Fue miembro del llamado Grupo septiembre (formado, entre otros, por G. A. Cohen, John Roemer, Adam Przeworski, Erik Olin Wright, Philippe van Parijs y Robert-Jan van der Veen). Ha enseñado en la Universidad de Oslo, en el departamento de historia, y obtuvo una cátedra en la Universidad de Chicago, donde enseñó en los departamentos de filosofía y de ciencia política. Actualmente es Profesor Robert K. Merton de Ciencias Sociales con especialidad en ciencia política y filosofía en la Universidad de Columbia, así como professeur titulaire en el Colegio de Francia.

## Biografía
Elster obtuvo su doctorado en la Sorbonne en París con una tesis sobre Karl Marx bajo la dirección de Raymond Aron en 1972. En 1975 obtuvo el cargo de profesor adjunto en la Universidad de Oslo, con una designación conjunta para los departamentos de filosofía e historia. Durante el resto de la década participó como profesor invitado en los departamentos de filosofía de Berkeley, de Stanford, y en el departamento de ciencias políticas de la Universidad de Chicago. Finalmente, en 1984 se hizo cargo de una cátedra en dicha Universidad. Además,en 2009 recibió el título de Doctor Honoris Causa por la Universidad Nacional de Colombia y en 2010, recibió el doctor honoris causa por la Universidad Torcuato Di Tella (Buenos Aires).

## Alquimias de la mente
Elster nos propone una particular explicación de los fenómenos causales en ciencias sociales. El mecanismo, entendido como un microfundamento que condiciona los fenómenos sociales, está estrechamente relacionado con el individualismo metodológico, y por tanto con la idea de que dichos fenómenos pueden ser explicados en función de los individuos y su comportamiento.
El mecanismo se entiende como lo contrario a una ley científica inamovible (si A, siempre B). Si la ley científica asegura una causa-efecto, el mecanismo surge para explicar aquellos fenómenos que a veces pueden variar en función de algún otro factor, como la creencia de una persona en base al fenómeno (si A, a veces B). El mecanismo se utiliza cuando las generalizaciones se vienen abajo.
Elster se sirve de diversos autores (Tocqueville, Montaigne), detectando en sus obras una serie de mecanismos que sirven de engranaje y a la vez de configuración de sus teorías. 
Para mostrar el alcance de su herramienta conceptual, el autor diferencia una serie de mecanismos, teniendo en cuenta si estos pueden ser descompuestos en partes aún más simples o no:
mecanismos elementales o atómicos (no pueden ser descompuestos)
mecanismos moleculares (fenómenos psíquicos y sociales complejos)
El mecanismo como herramienta conceptual, ofrece una visión antagónica al funcionalismo y a la sociedad entendida como un sistema, sobre todo en Parsons, no tanto en Merton, ya que éste deja una puerta abierta. Si según Parsons, toda sociedad es armónica, y así se explica su funcionamiento, para Elster el individuo, a través de sus creencias o su estado psíquico, es capaz de erigirse en la pieza del engranaje que sabotee aquello que la ciencia, y el funcionalismo, se empeñan en hacer inamovible. 
Nos sirve el ejemplo de la teoría de la oferta y la demanda y la maximización de la utilidad. Ésta en el momento en que aparece el axioma del consumo sobre la base de la tradición, se desmonta, como bien demostró Gary Becker.